# Alahärmä

Wappen der ehemaligen Gemeinde Alahärmä

Alahärmä [ˈɑlɑhærmæ] ist eine ehemalige Gemeinde im Westen Finnlands. Zum Jahresbeginn 2009 wurde Alahärmä gemeinsam mit den Gemeinden Ylihärmä und Kortesjärvi in die Stadt Kauhava eingemeindet.
Alahärmä liegt im Norden der Landschaft Südösterbotten. Neben dem gleichnamigen Hauptort, der 26 Kilometer nordwestlich der Kernstadt von Kauhava gelegen ist, gehörten zur Gemeinde Alahärmä die Dörfer Ekola, Hakola, Hanhila, Hanhimäki, Hilli, Huhtamäki, Kivihuhta, Kojola, Kuoppala, Köykkäri, Lahdenkylä, Ojala, Poromaa, Pelkkala, Perkiömäki, Pesola, Vakkuri, Voltti und Yliviitala. Insgesamt hatte die Gemeinde eine Fläche von 353,7 Quadratkilometern. Die Einwohnerzahl betrug zuletzt 4.661.
Der erste namentlich bekannte Siedler in der Gegend von Alahärmä war ein gewisser Heikki Maununpoika, der aus dem südwestfinnischen Ort Maunus zuwanderte und im Jahr 1537 sein Haus am Fluss Lapua erbaute. Eine erste Holzkirche wurde 1752 vom einheimischen Baumeister Antti Hakola errichtet, der heutige Nachfolgerbau des Architekten Josef Stenbäck wurde 1903 fertiggestellt. Die heutige Landgemeinde wurde offiziell im Jahr 1867 gegründet.
Alahärmä war die Heimat von Antti Isotalo, einem der bekanntesten puukkojunkkarit, einer Gruppe von Räubern und Wegelagerern, die im 19. Jahrhundert die Gegend unsicher machten. Sein Wohnhaus in Alahärmä ist heute ein Museum. Ferner rühmt sich Alahärmä bis heute seines Engagements in der finnischen Unabhängigkeitsbewegung; so schlossen sich während des Ersten Weltkriegs 43 seiner Bewohner den deutschen Jägern an, um gegen das zaristische Russland zu kämpfen. An sie erinnern im Gemeindegebiet mehrere Denkmäler.
Alahärmä hat eine der niedrigsten Arbeitslosenquoten ganz Finnlands; Hauptarbeitgeber ist neben verschiedenen mittelständischen Dienstleistungsunternehmen vor allem die metallverarbeitende Industrie. Für die Landwirtschaft ist insbesondere der Kartoffelanbau von Bedeutung; auch gibt es eine Pelztierzuchtfarm.
Im Sommer wird in Alahärmä jährlich das Folklore- und Kulturfestival Härmälääset Häjyylyt veranstaltet.